# Serpents Trail
Le Serpents Trail, aussi appelé Trail of the Serpents ou Serpentine Trail, est un sentier de randonnée du comté de Mesa, dans le Colorado, aux États-Unis. Situé au sein du Colorado National Monument, il emprunte une ancienne route remplacée par la Rim Rock Drive. Il est inscrit au Registre national des lieux historiques depuis le 21 avril 1994.

## Origine

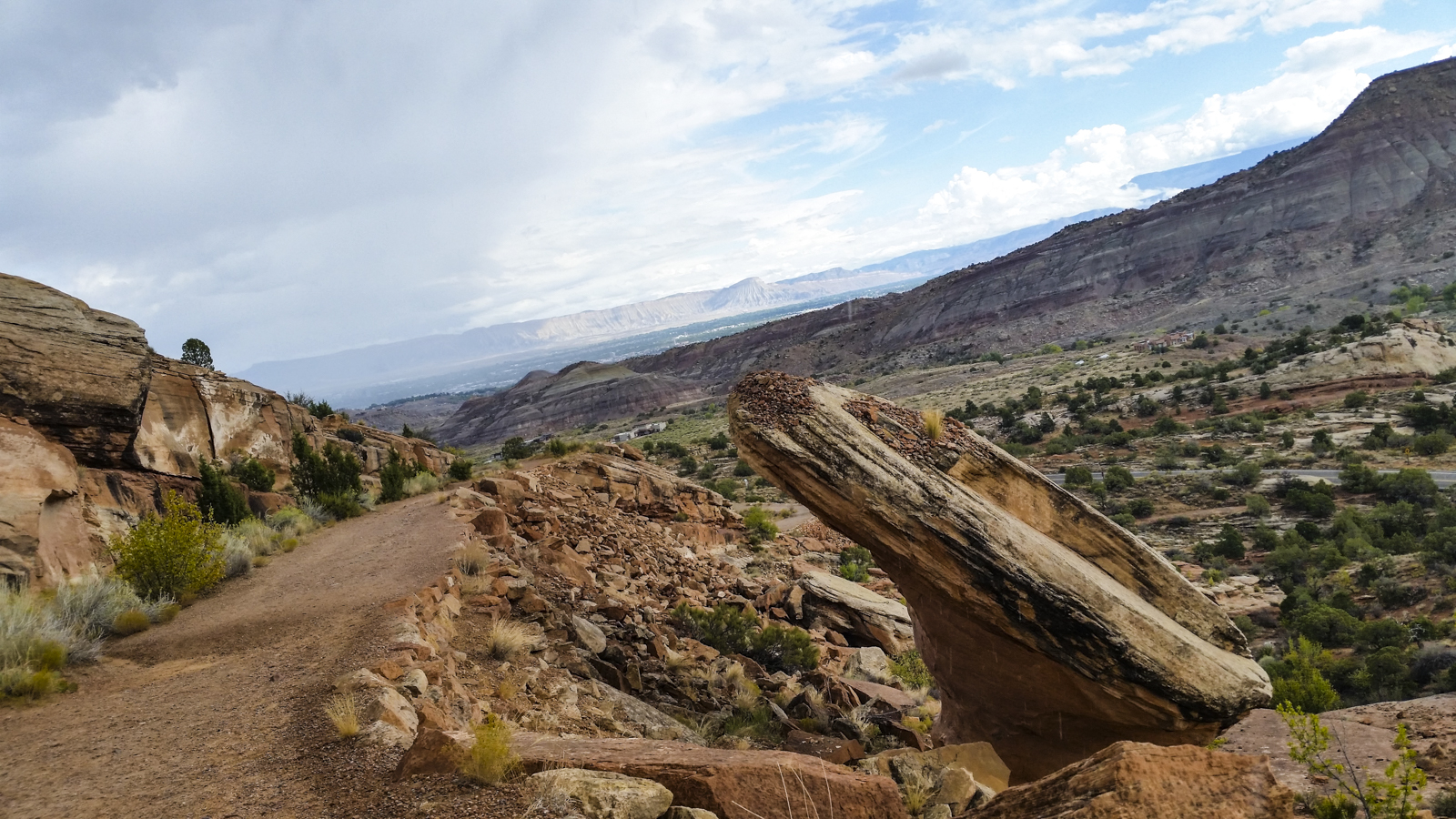
Vue du Serpents Trail en septembre 2017.

Le sentier a été construit par John Otto. Il s’agissait en fait d’une route reliant Grand Junction à Rimrock à travers le No Thoroughfare Canyon, près de Cold Shivers Point, avec un dénivelé de près de 1 100 pieds (335,28 m) sur 2,2 milles (3,54 km). Depuis Cold Shivers Point, la route progresse sur une pente plus douce pendant 4 milles (6,44 km) jusqu'à Glade Park. Otto a commencé son enquête en 1911 avec l'aide de l'ingénieur civil J.F. Sleeper. Le grand projet d'Otto était de relier Grand Junction à Moan, dans l'Utah, par une route panoramique, pour faire partie d'un réseau routier transcontinental. La construction a commencé en 1912 et s'est poursuivie sporadiquement jusqu'en 1921, lorsque le comté de Mesa a repris le projet. L'ingénieur J.B. Clabaugh a achevé le projet en 1924. La route a continué d’être utilisée jusqu’aux alentours des années 50 et était surnommée « la route la plus sinueuse du monde ».
La construction de la Rim Rock Drive a détruit des portions du Serpents Trail. Une portion de 1,6 milles (2,57 km) a été conservée en tant que sentier de randonnée. Au cours des années 1930, le service des parcs envisagea d'améliorer le tracé du sentier, mais abandonna le projet. Seule la partie supérieure relativement douce du sentier a été intégrée à Rim Rock Drive en 1939-1940.

## Accès

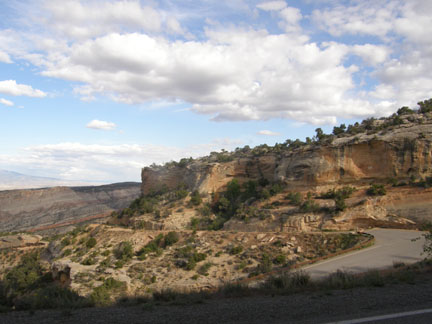
Une autre vue dus sentier.

Une fois entré dans le monument, il est possible de se garer dans l'aire de stationnement juste en face du sentier. Cette aire peut se révéler trop petite les jours de grande affluence. C'est pourquoi un parking supplémentaire est disponible dans l'aire de pique-nique Devils Kitchen, à quelques centaines de mètres à l'ouest.

## Caractéristiques
Le sentier partage essentiellement les mêmes points de départ que Echo Canyon, Devils Kitchen, Old Gordon Trail et No Thoroughfare Canyon. Il est aisé d'effectuer les randonnées d'Echo Canyon, de Devils Kitchen et de Serpents Trail dans la même matinée.
Le sentier commence par traverser Rim Rock Drive et commence immédiatement à monter. Pour accueillir les véhicules, il y a plus de 50 lacets. Il y a aussi de nombreuses zones où le rocher a été dynamité pour la construction.
Serpents Trail offre de larges vues sur la Grand Valley et des parties du Colorado National Monument. Il se termine finalement sur Rim Rock Drive. L'état du sentier est très bon.